# Isla del Pescado

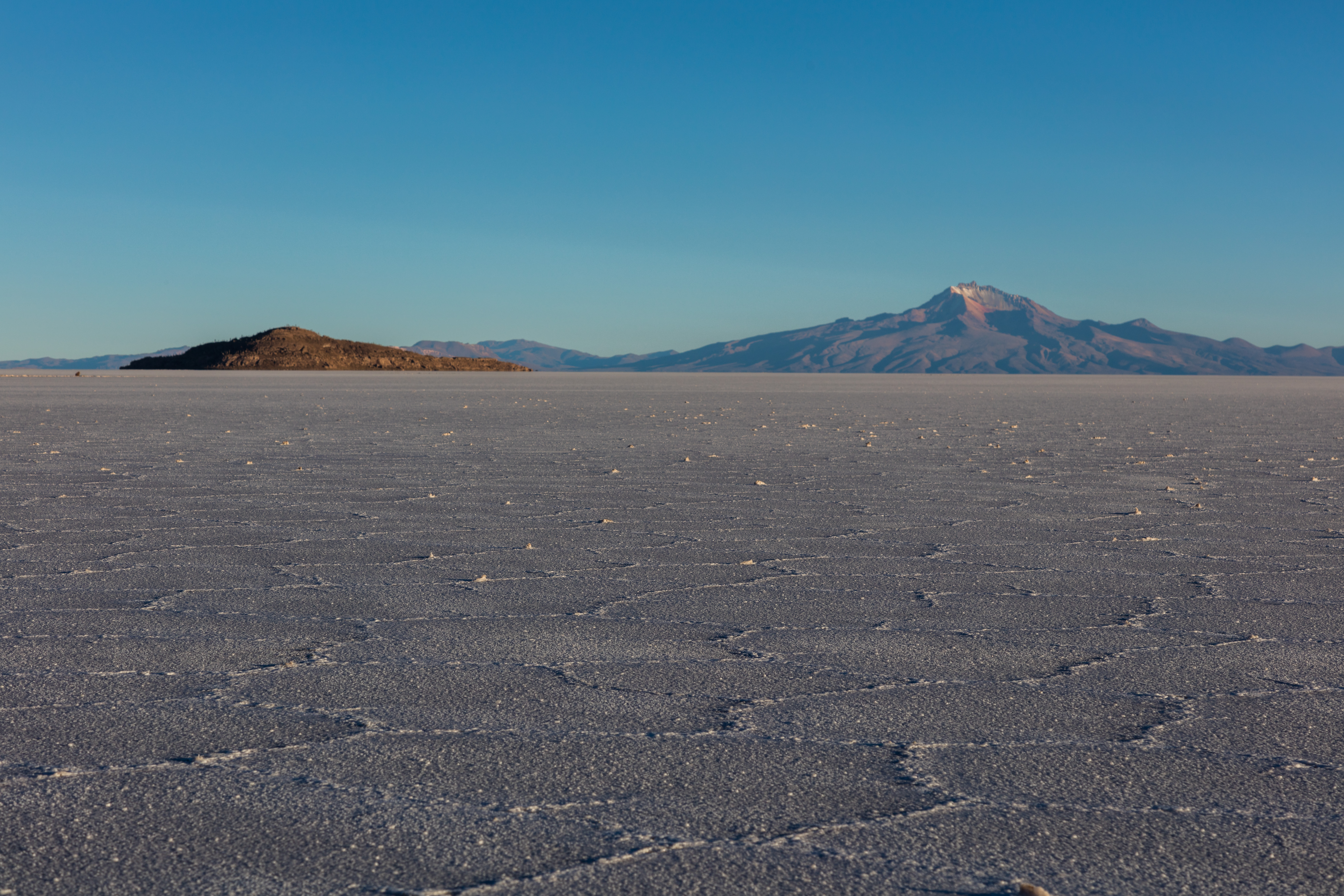
Pohled na Rybářský ostrov ze solné pláně

Isla del Pescado (Rybí ostrov, kečuánsky Cujiri wat'a) je kus pevné země obklopený solnou plání Salar de Uyuni (je vzdálen 22 km o jejího okraje) na jihozápadě Bolívie. Má rozlohu 1,17 km² a převyšuje okolní terén o 4 metry. Skalnatý ostrov je porostlý kaktusy Echinopsis atacamensis, které dosahují až desetimetrové výšky. Ryby zde samozřejmě žádné nežijí, název ostrova je odvozen od tvaru ostrova při pohledu z dálky, zrcadlová plocha pláně vytvoří iluzi ryby plující oblohou. 